# Escarião
Luiz Fernando Escarião Barreto (São Paulo, 27 de setembro de 1992), mais conhecido pelo nome artístico Escarião, é um cantor, compositor, celebridade da internet e youtuber brasileiro.

## Biografia e Carreira
Nascido em criado em Brasília, Escarião cursou administração de empresas e aos 21 anos de idade se mudou para São Paulo para tentar a carreira na internet. Em 2013, ele ganhou popularidade no aplicativo "Vine", se tornando um dos percussores do aplicativo no país. Com a popularidade adquirida no aplicativo ele migrou para o YouTube e se tornou uma dos canais LGBTQ mais populares do país.  
Em 2018, Escarião venceu a primeira edição do prêmio MTV Miaw na categoria Passinho Viral.
Seu EP de estreia homônimo "Escarião" estreou na 3ª na parada do iTunes no Brasil, sendo "Empina Mais" o lead single, o EP foi lançado no dia 9 de março de 2019. No dia 7de novembro de 2019, Escarião lançou seu álbum de estreia intitulado "7", o disco conta com participação de Renan Cavolik, Francinne e MC Tubarão. Em 14 de julho de 2020, Escarião lançou o clipe de "Cilada Remix" no qual fez referência ao clipe "thank you, next" da Ariana Grande e ao seu ex-namorado Matheus Mazzafera.  No dia 30 de dezembro de 2019, o cantor se juntou a Pabllo Vittar, Luísa Sonza e Bianca Dellafancy, com uma das atrações do line-up do Festival Cores de Fortaleza. 
Em 2021 resolveu se aventurar em novos rumos, com o lançamento de seu perfil na página OnlyFans, onde irá performar ensaios sensuais demonstrando seu bumbum da Rafa Kalimann.
Em 2023, foi anunciado como participante original da terceira temporada do De Férias com o Ex: Caribe.
Em 2024, foi anunciado como participante original do De Férias com o Ex Diretoria.

## Discografia

### Álbuns
| Álbum     | Detalhes                                                                               |
| --------- | -------------------------------------------------------------------------------------- |
| 7 - Seven | - Lançamento: 2019 - Formatos: EP, download digital, streaming - Gravadora: One RPM    |
| Escarião  | - Lançamento: 2019 - Formatos: EP, download digital, streaming - Gravadora: Sony Music |

### Singles
- "Empina Mais" Single
- "Check-In" Single
- "Nossa História" Single
- "Sol Raiar"  Single
- "Sol Raiar Parte 2 feat Leo Hainer" Single
- "Respeita o Bonde" Single
- "Rala" Single
- "Dar Trabalho" feat Mc Tubarão Single
- "Cilada" Single

Clipes
- Empina Mais
- Check-In
- Nossa História
- Sol Raiar
- Respeita o Bonde - coreografia
- Rala
- Dar Trabalho
- Cilada ( Remix)